# Chrysosoma tenuipes
Chrysosoma tenuipes är en tvåvingeart som beskrevs av Becker 1922. Chrysosoma tenuipes ingår i släktet Chrysosoma och familjen styltflugor. Inga underarter finns listade i Catalogue of Life.